# Kölcsey Egyesület (Arad)
Kölcsey Egyesület néven irodalmi, történelmi egyesület Aradon (1881–1948, 1989–).

## Története
Aradon 1881-ben alapított s hivatalosan 1882. január 22-én alakult közművelődési egyesület. Az első világháború végéig Tabajdi Károly, Varjassy Árpád, majd Dálnoky Nagy Lajos volt az elnöke, első titkára Márki Sándor történész. A Kölcsey Egyesület 1888-ban külön bizottságot alakított az 1848–49-es forradalom és szabadságharc ereklyéinek összegyűjtésére, s megbízásából készült el és jelent meg Arad város és vármegye monográfiája. Kezdeményezésére épült fel 1913-ban a Kultúrpalota, ahol közgyűlésének 1903. évi határozatával a  Arad városának adományozott 45 000 kötetes könyvtára és összes gyűjteménye, így az aradi vértanúk emlékanyaga is elhelyezést nyert. Kiadták az aradi vértanúk albumát (1890-1902), obeliszkkel jelölték meg a kivégzések helyét.
Az első világháború előtt a Kölcsey Egyesület iskolákat segélyezett, tanulókat is jutalmazott, rendszeresen jelentetett meg évkönyveket s a Mikszáth-alapból aradi írók műveit jutalmazta.
1919-ben indult és két évfolyamot ért meg az egyesület Szezon című irodalmi lapja Kócsy Jenő és Boda Andor szerkesztésében. Az elnöki tisztséget 1928-ig Boross Lajos, utána Krenner Miklós és Fischer Aladár, 1943-tól Olosz Lajos viselte.
A két világháború között rendezett előadás sorozatokon, felolvasó délutánokon és előadóesteken a helyi és erdélyi irodalom jelesei léptek fel, így Berde Mária, Fekete Tivadar, Gáldi László, Horváth Imre, Krenner Miklós, Nagy Dániel, Raffy Ádám, Szántó György, Tabéry Géza, Tamási Áron.
Megemlékeztek az egyetemes és a magyar irodalom kiváló alkotóinak évfordulóiról, a helyi irodalom támogatására pályázatokat írtak ki, s 1921-től közös tárlatokon rendszeresen bemutatták az aradi képzőművészek, így Balla Béla, Balla Frigyes, Hajós Imre, Nagy Oszkár, Pataky Sándor, Sima Dezső, Wolf Károly munkáit. Az egyesület 1931. november 15-én ünnepelte meg fennállásának félszázados évfordulóját.
A Kölcsey Egyesület az anyák számára orvosi, az ifjúságnak Életiskola c. alatt tájékoztató tanfolyamokat nyitott, s a Blédy Géza szerkesztésében, Olosz Lajos, Berthe Nándor és Puhala Sándor segédletével elindított fecskés könyvek kiadásával hozzájárult a magyar műveltség fenntartásához az Antonescu-rendszer éveiben (1943-44). Utolsó titkára Ficzay Dénes, egészen a Kölcsey Egyesület feloszlatásáig (1948).
Az 1989-es fordulat után Pávai Gyula tanár elnökletével újjáalakult, megrendezte az 1990. március 15-i ünnepségeket, nyelviskolákat nyitott, ifjúsági és kamaraszínházat szervezett, újraindította a Havi Szemle c. kulturális folyóiratot, mely 1991-től a Jelen c. napilap mellékleteként jelenik meg.

## Jeles tagjai
- Kövér Erzsébet
- Návrádi Ágoston
- Széll Lajos
- Szelle Károly
- Szöllősi István
- Szöllősi Zsigmond
- Záray Jenő